# 4832 Palinurus
4832 Palinurus (1988 TU1) là một Trojan của Sao Mộc được phát hiện ngày 12 tháng 10 năm 1988 bởi C. S. Shoemaker ở Palomar.